# Heilige Dreifaltigkeit (Münzenried)

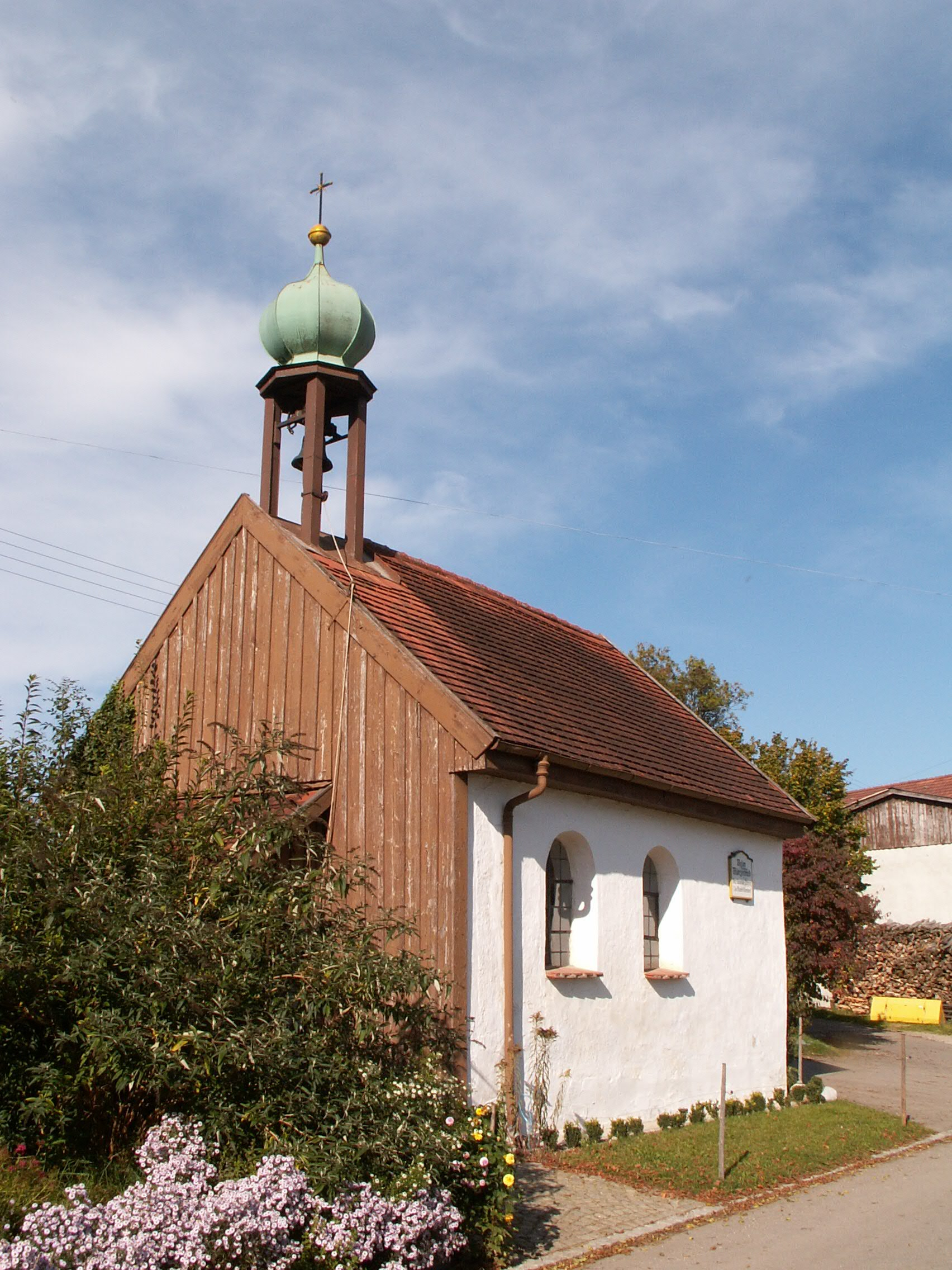
Heilige Dreifaltigkeit in Münzenried

Die römisch-katholische Kapelle Heilige Dreifaltigkeit  steht in Münzenried, einem Gemeindeteil von Aitrang im schwäbischen Landkreis Ostallgäu in Bayern. Das denkmalgeschützte Bauwerk ist in der Liste der Baudenkmäler in Aitrang unter der Nummer D-7-77-111-15 eingetragen.

## Beschreibung
Die 1837 erbaute Kapelle besteht lediglich aus einem  Langhaus, aus dessen Satteldach sich im Westen ein offener Dachreiter mit einer Kirchenglocke erhebt, der mit einer Zwiebelhaube bedeckt ist. Im Altar in Form einer Ädikula hängt ein Tafelbild von 1577 mit der Krönung Mariens.